# Elecciones provinciales de Argentina de 2005
Las elecciones provinciales de Argentina de 2005 tuvieron lugar en 5 fechas entre el 27 de febrero y el 23 de octubre, en 15 de los 24 distritos del país. Los comicios tenían como objetivo renovar la mitad de las legislaturas provinciales y elegir gobernador en Corrientes y Santiago del Estero. En Neuquén y Santiago del Estero también se eligieron convencionales para reformar la constituciones provinciales. Se realizaron en simultáneo con las elecciones legislativas de medio término a nivel nacional, excepto en las provincias de Santiago del Estero y Catamarca.
La cantidad de cargos a renovar varió por provincia. Algunas contaban con legislativos bicamerales, por lo que se debía elegir diputados y senadores provinciales, y otros con legislaturas unicamerales. Chubut, Córdoba, La Pampa, Río Negro, San Juan, Santa Cruz, Santa Fe, Tierra del Fuego y Tucumán no renovaron ninguna institución provincial.

## Cronograma
| Distrito                          | Fecha                 | Gobernador     | Partido  | Partido              | Alianza nacional | Alianza nacional        | Diputados | Senadores | Consulta popular | Convencionales |
| --------------------------------- | --------------------- | -------------- | -------- | -------------------- | ---------------- | ----------------------- | --------- | --------- | ---------------- | -------------- |
| Buenos Aires                      | 23 de octubre de 2005 | No elige       | 46       | 23                   | No elige         | No elige                |           |           |                  |                |
| Ciudad de Buenos Aires            | 23 de octubre de 2005 | No elige       | 30       | No elige             | No elige         | No elige                |           |           |                  |                |
| Catamarca                         | 6 de marzo de 2005    | No elige       | 21       | 8                    | No elige         | No elige                |           |           |                  |                |
| Chaco                             | 23 de octubre de 2005 | No elige       | 16       | No elige             | No elige         | No elige                |           |           |                  |                |
| Corrientes (Ver detalle)          | 2 de octubre de 2005  | Arturo Colombi |          | Unión Cívica Radical |                  | Frente para la Victoria | No elige  | No elige  | No elige         | No elige       |
| Corrientes (Ver detalle)          | 23 de octubre de 2005 | No elige       | 13       | 4                    | No elige         | No elige                |           |           |                  |                |
| Entre Ríos                        | 23 de octubre de 2005 | No elige       | No elige | No elige             | Sí               | No elige                |           |           |                  |                |
| Formosa                           | 23 de octubre de 2005 | No elige       | 15       | No elige             | No elige         | No elige                |           |           |                  |                |
| Jujuy                             | 23 de octubre de 2005 | No elige       | 24       | No elige             | No elige         | No elige                |           |           |                  |                |
| La Rioja                          | 23 de octubre de 2005 | No elige       | 14       | No elige             | No elige         | No elige                |           |           |                  |                |
| Mendoza                           | 23 de octubre de 2005 | No elige       | 24       | 19                   | Sí               | No elige                |           |           |                  |                |
| Misiones                          | 23 de octubre de 2005 | No elige       | 20       | No elige             | No elige         | No elige                |           |           |                  |                |
| Neuquén                           | 23 de octubre de 2005 | No elige       | No elige | No elige             | No elige         | 35                      |           |           |                  |                |
| Salta                             | 23 de octubre de 2005 | No elige       | 35       | 12                   | Sí               | No elige                |           |           |                  |                |
| San Luis                          | 23 de octubre de 2005 | No elige       | 22       | 4                    | No elige         | No elige                |           |           |                  |                |
| Santiago del Estero (Ver detalle) | 27 de febrero de 2005 | Gerardo Zamora |          | Unión Cívica Radical |                  | Frente para la Victoria | 50        | No elige  | No elige         | No elige       |
| Santiago del Estero (Ver detalle) | 17 de julio de 2005   | No elige       | No elige | No elige             | No elige         | 50                      |           |           |                  |                |

## Buenos Aires

Secciones electorales de Buenos Aires:
1º Sección
2º Sección
3º Sección
4º Sección
5º Sección
6º Sección
7º Sección
8º Sección/Capital

| Sección Electoral | Cámara de Diputados | Cámara de Diputados | Senado    | Senado    |
| Sección Electoral | Diputados           | A renovar           | Senadores | A renovar |
| ----------------- | ------------------- | ------------------- | --------- | --------- |
| 1                 | 15                  | —                   | 8         | 8         |
| 2                 | 11                  | 11                  | 5         | —         |
| 3                 | 18                  | 18                  | 9         | —         |
| 4                 | 14                  | —                   | 7         | 7         |
| 5                 | 11                  | —                   | 5         | 5         |
| 6                 | 11                  | 11                  | 6         | —         |
| 7                 | 6                   | —                   | 3         | 3         |
| 8 - Capital       | 6                   | 6                   | 3         | —         |
| Total             | 92                  | 46                  | 46        | 23        |

### Cámara de Diputados
|  | 42,54 % |

|  | 17,34 % |

|  | 8,52 % |

|  | 7,60 % |

|  | 6,78 % |

|  | 3,60 % |

|  | 1,98 % |

|  | 1,87 % |

|  | 1,64 % |

|  | 1,58 % |

|  | 1,53 % |

|  | 1,51 % |

|  | 0,72 % |

|  | 0,43 % |

|  | 0,37 % |

|  | 0,33 % |

|  | 0,33 % |

|  | 0,31 % |

|  | 0,29 % |

|  | 0,19 % |

|  | 0,16 % |

|  | 0,12 % |

|  | 0,09 % |

|  | 0,09 % |

|  | 0,05 % |

|  | 0,03 % |

|  | 88,03 % |

|  | 10,44 % |

|  | 1,53 % |

|  | 76,32 % |

|  | 100 % |

#### Resultados por secciones electorales
|  | 43,29 % |

|  | 18,27 % |

|  | 13,49 % |

|  | 8,76 % |

|  | 4,03 % |

|  | 2,93 % |

|  | 1,85 % |

|  | 1,84 % |

|  | 0,83 % |

|  | 0,79 % |

|  | 0,71 % |

|  | 0,67 % |

|  | 0,62 % |

|  | 0,57 % |

|  | 0,54 % |

|  | 0,47 % |

|  | 0,35 % |

|  | 0,01 % |

|  | 85,16 % |

|  | 13,64 % |

|  | 1,21 % |

|  | 78,72 % |

|  | 100 % |

|  | 45,45 % |

|  | 18,20 % |

|  | 8,36 % |

|  | 7,38 % |

|  | 4,64 % |

|  | 3,97 % |

|  | 2,03 % |

|  | 1,90 % |

|  | 1,72 % |

|  | 1,65 % |

|  | 1,16 % |

|  | 0,79 % |

|  | 0,42 % |

|  | 0,40 % |

|  | 0,40 % |

|  | 0,37 % |

|  | 0,32 % |

|  | 0,24 % |

|  | 0,21 % |

|  | 0,21 % |

|  | 0,20 % |

|  | 89,00 % |

|  | 9,52 % |

|  | 1,48 % |

|  | 76,30 % |

|  | 100 % |

|  | 33,48 % |

|  | 27,10 % |

|  | 13,24 % |

|  | 5,89 % |

|  | 5,51 % |

|  | 3,02 % |

|  | 3,00 % |

|  | 2,57 % |

|  | 2,03 % |

|  | 1,40 % |

|  | 0,51 % |

|  | 0,50 % |

|  | 0,48 % |

|  | 0,45 % |

|  | 0,38 % |

|  | 0,27 % |

|  | 0,16 % |

|  | 83,25 % |

|  | 15,11 % |

|  | 1,64 % |

|  | 74,13 % |

|  | 100 % |

|  | 28,83 % |

|  | 16,74 % |

|  | 14,17 % |

|  | 12,50 % |

|  | 7,76 % |

|  | 6,56 % |

|  | 2,23 % |

|  | 1,94 % |

|  | 1,60 % |

|  | 1,57 % |

|  | 1,51 % |

|  | 1,02 % |

|  | 0,85 % |

|  | 0,56 % |

|  | 0,43 % |

|  | 0,37 % |

|  | 0,32 % |

|  | 0,32 % |

|  | 0,30 % |

|  | 0,19 % |

|  | 0,18 % |

|  | 0,04 % |

|  | 89,37 % |

|  | 8,44 % |

|  | 2,19 % |

|  | 76,40 % |

|  | 100 % |

### Senado
|  | 40,82 % |

|  | 15,93 % |

|  | 10,05 % |

|  | 9,22 % |

|  | 7,35 % |

|  | 5,18 % |

|  | 1,70 % |

|  | 1,66 % |

|  | 1,51 % |

|  | 1,37 % |

|  | 1,23 % |

|  | 0,83 % |

|  | 0,57 % |

|  | 0,56 % |

|  | 0,46 % |

|  | 0,39 % |

|  | 0,32 % |

|  | 0,27 % |

|  | 0,20 % |

|  | 0,12 % |

|  | 0,11 % |

|  | 0,06 % |

|  | 0,06 % |

|  | 0,02 % |

|  | 0,00 % |

|  | 84,06 % |

|  | 14,51 % |

|  | 1,43 % |

|  | 74,83 % |

|  | 100 % |

#### Resultados por secciones electorales
|  | 42,33 % |

|  | 14,45 % |

|  | 10,38 % |

|  | 8,72 % |

|  | 7,56 % |

|  | 4,33 % |

|  | 2,02 % |

|  | 1,84 % |

|  | 1,70 % |

|  | 1,68 % |

|  | 1,01 % |

|  | 0,87 % |

|  | 0,60 % |

|  | 0,45 % |

|  | 0,40 % |

|  | 0,38 % |

|  | 0,37 % |

|  | 0,30 % |

|  | 0,27 % |

|  | 0,18 % |

|  | 0,16 % |

|  | 84,49 % |

|  | 14,16 % |

|  | 1,35 % |

|  | 75,39 % |

|  | 100 % |

|  | 38,61 % |

|  | 22,23 % |

|  | 21,91 % |

|  | 5,10 % |

|  | 3,92 % |

|  | 2,32 % |

|  | 1,09 % |

|  | 1,09 % |

|  | 0,99 % |

|  | 0,63 % |

|  | 0,61 % |

|  | 0,49 % |

|  | 0,48 % |

|  | 0,22 % |

|  | 0,15 % |

|  | 0,15 % |

|  | 84,11 % |

|  | 14,72 % |

|  | 1,16 % |

|  | 77,49 % |

|  | 100 % |

|  | 36,44 % |

|  | 22,17 % |

|  | 17,14 % |

|  | 8,17 % |

|  | 4,96 % |

|  | 1,94 % |

|  | 1,75 % |

|  | 1,23 % |

|  | 1,13 % |

|  | 0,96 % |

|  | 0,86 % |

|  | 0,76 % |

|  | 0,73 % |

|  | 0,56 % |

|  | 0,51 % |

|  | 0,36 % |

|  | 0,23 % |

|  | 0,00 % |

|  | 82,36 % |

|  | 15,79 % |

|  | 1,85 % |

|  | 71,07 % |

|  | 100 % |

|  | 39,52 % |

|  | 24,36 % |

|  | 21,27 % |

|  | 4,28 % |

|  | 3,02 % |

|  | 1,96 % |

|  | 1,29 % |

|  | 1,05 % |

|  | 1,04 % |

|  | 0,73 % |

|  | 0,69 % |

|  | 0,47 % |

|  | 0,32 % |

|  | 0,01 % |

|  | 84,21 % |

|  | 14,25 % |

|  | 1,54 % |

|  | 77,11 % |

|  | 100 % |

## Capital Federal
|  | 33,21 % |

|  | 20,77 % |

|  | 19,52 % |

|  | 4,97 % |

|  | 3,51 % |

|  | 2,27 % |

|  | 2,21 % |

|  | 2,03 % |

|  | 1,79 % |

|  | 1,01 % |

|  | 0,87 % |

|  | 0,67 % |

|  | 0,63 % |

|  | 0,61 % |

|  | 0,57 % |

|  | 0,53 % |

|  | 0,46 % |

|  | 0,42 % |

|  | 0,33 % |

|  | 0,30 % |

|  | 0,30 % |

|  | 0,24 % |

|  | 0,24 % |

|  | 0,23 % |

|  | 0,23 % |

|  | 0,21 % |

|  | 0,21 % |

|  | 0,20 % |

|  | 0,19 % |

|  | 0,19 % |

|  | 0,16 % |

|  | 0,16 % |

|  | 0,16 % |

|  | 0,15 % |

|  | 0,09 % |

|  | 0,09 % |

|  | 0,09 % |

|  | 0,09 % |

|  | 0,08 % |

|  | 0,01 % |

|  | 94,36 % |

|  | 3,31 % |

|  | 2,33 % |

|  | 73,14 % |

|  | 100 % |

## Catamarca

### Cámara de Diputados
|  | 39,07 % |

|  | 27,91 % |

|  | 9,80 % |

|  | 4,86 % |

|  | 4,70 % |

|  | 4,51 % |

|  | 3,08 % |

|  | 2,53 % |

|  | 1,04 % |

|  | 0,73 % |

|  | 0,71 % |

|  | 0,53 % |

|  | 0,53 % |

|  | 92,27 % |

|  | 5,80 % |

|  | 1,93 % |

|  | 57,03 % |

|  | 100 % |

### Cámara de Senadores
|  | 44,18 % |

|  | 35,28 % |

|  | 9,00 % |

|  | 5,21 % |

|  | 3,14 % |

|  | 2,10 % |

|  | 0,50 % |

|  | 0,31 % |

|  | 0,26 % |

|  | 0,01 % |

|  | 91,64 % |

|  | 7,38 % |

|  | 0,97 % |

|  | 65,98 % |

|  | 100 % |

| Resultados por Departamentos       | Resultados por Departamentos | Resultados por Departamentos | Resultados por Departamentos | Resultados por Departamentos |
| Departamento                       | Partido/Alianza              | Partido/Alianza              | Senadores                    |                              |
| ---------------------------------- | ---------------------------- | ---------------------------- | ---------------------------- | ---------------------------- |
| Ancasti 1 Senador                  |                              | Frente Cívico y Social       | 1/1                          |                              |
| Antofagasta de la Sierra 1 Senador |                              | Frente Cívico y Social       | 1/1                          |                              |
| Capayán 1 Senador                  |                              | Frente Cívico y Social       | 1/1                          |                              |
| El Alto 1 Senador                  |                              | Partido Justicialista        | 1/1                          |                              |
| La Paz 1 Senador                   |                              | Frente Cívico y Social       | 1/1                          |                              |
| Paclín 1 Senador                   |                              | Frente Cívico y Social       | 1/1                          |                              |
| Santa María 1 Senador              |                              | Partido Justicialista        | 1/1                          |                              |
| Tinogasta 1 Senador                |                              | Frente Cívico y Social       | 1/1                          |                              |

## Chaco
|  | 55,35 % |

|  | 30,55 % |

|  | 5,16 % |

|  | 3,49 % |

|  | 1,69 % |

|  | 1,47 % |

|  | 0,93 % |

|  | 0,81 % |

|  | 0,76 % |

|  | 96,18 % |

|  | 2,93 % |

|  | 0,89 % |

## Entre Ríos
Consulta popular acerca de la necesidad de una reforma parcial de la Constitución Provincial.
|  | 63,33 % |

|  | 36,37 % |

|  | 95,59 % |

|  | 2,53 % |

|  | 1,87 % |

|  | 56,63 % |

|  | 100 % |

## Formosa
|  | 41,75 % |

|  | 63,20 % |

|  | 8,12 % |

|  | 8,01 % |

|  | 7,86 % |

|  | 5,97 % |

|  | 3,26 % |

|  | 2,21 % |

|  | 2,01 % |

|  | 1,29 % |

|  | 1,03 % |

|  | 1,03 % |

|  | 0,85 % |

|  | 0,68 % |

|  | 0,64 % |

|  | 0,63 % |

|  | 0,62 % |

|  | 0,60 % |

|  | 0,59 % |

|  | 0,56 % |

|  | 0,55 % |

|  | 0,53 % |

|  | 0,53 % |

|  | 0,48 % |

|  | 0,46 % |

|  | 0,44 % |

|  | 0,41 % |

|  | 0,40 % |

|  | 0,40 % |

|  | 0,40 % |

|  | 0,39 % |

|  | 0,39 % |

|  | 0,39 % |

|  | 0,38 % |

|  | 0,37 % |

|  | 0,37 % |

|  | 0,36 % |

|  | 0,36 % |

|  | 0,35 % |

|  | 0,35 % |

|  | 0,33 % |

|  | 0,28 % |

|  | 0,28 % |

|  | 0,27 % |

|  | 0,26 % |

|  | 0,25 % |

|  | 0,25 % |

|  | 0,24 % |

|  | 0,24 % |

|  | 0,24 % |

|  | 0,23 % |

|  | 0,20 % |

|  | 0,18 % |

|  | 0,16 % |

|  | 0,15 % |

|  | 0,13 % |

|  | 0,10 % |

|  | 0,09 % |

|  | 0,08 % |

|  | 0,06 % |

|  | 31,09 % |

|  | 26,39 % |

|  | 12,45 % |

|  | 11,12 % |

|  | 4,71 % |

|  | 4,55 % |

|  | 3,76 % |

|  | 2,99 % |

|  | 2,82 % |

|  | 2,45 % |

|  | 2,39 % |

|  | 2,38 % |

|  | 2,35 % |

|  | 1,97 % |

|  | 1,89 % |

|  | 1,43 % |

|  | 1,29 % |

|  | 1,24 % |

|  | 1,19 % |

|  | 1,15 % |

|  | 1,07 % |

|  | 1,02 % |

|  | 1,02 % |

|  | 0,81 % |

|  | 0,65 % |

|  | 0,62 % |

|  | 0,58 % |

|  | 0,52 % |

|  | 0,36 % |

|  | 0,12 % |

|  | 27,89 % |

|  | 5,05 % |

|  | 7,32 % |

|  | 5,72 % |

|  | 5,62 % |

|  | 5,37 % |

|  | 5,19 % |

|  | 4,94 % |

|  | 4,85 % |

|  | 4,61 % |

|  | 4,32 % |

|  | 4,31 % |

|  | 4,18 % |

|  | 4,09 % |

|  | 4,00 % |

|  | 3,81 % |

|  | 3,77 % |

|  | 45,24 % |

|  | 2,16 % |

|  | 29,92 % |

|  | 24,84 % |

|  | 26,64 % |

|  | 1,24 % |

|  | 20,17 % |

|  | 13,72 % |

|  | 10,69 % |

|  | 10,02 % |

|  | 8,06 % |

|  | 7,70 % |

|  | 1,06 % |

|  | 0,68 % |

|  | 0,21 % |

|  | 0,00 % |

|  | 92,61 % |

|  | 6,05 % |

|  | 1,34 % |

|  | 69,73 % |

|  | 100 % |

## Jujuy
|  | 48,77 % |

|  | 28,18 % |

|  | 8,59 % |

|  | 5,63 % |

|  | 3,11 % |

|  | 1,89 % |

|  | 1,62 % |

|  | 1,17 % |

|  | 1,04 % |

|  | 86,99 % |

|  | 11,21 % |

|  | 1,80 % |

|  | 72,24 % |

|  | 100 % |

## La Rioja
| Departamento           | Diputados | A renovar |
| ---------------------- | --------- | --------- |
| Ángel V. Peñaloza      | 1         | —         |
| Arauco                 | 1         | 1         |
| Belgrano               | 1         | —         |
| Capital                | 5         | 4         |
| Castro Barros          | 1         | 1         |
| Chamical               | 1         | 1         |
| Chilecito              | 2         | 1         |
| Facundo Quiroga        | 1         | 1         |
| Famatina               | 1         | 1         |
| Felipe Varela          | 1         | 1         |
| Independencia          | 1         | —         |
| Lamadrid               | 1         | —         |
| Ocampo                 | 1         | —         |
| Rosario Vera Peñaloza  | 1         | 1         |
| San Blas de los Sauces | 1         | —         |
| San Martín             | 1         | —         |
| Sanagasta              | 1         | 1         |
| Vinchina               | 1         | 1         |
| Total                  | 23        | 14        |

|  | 61,39 % |

|  | 25,75 % |

|  | 5,10 % |

|  | 4,19 % |

|  | 2,07 % |

|  | 1,12 % |

|  | 0,38 % |

|  | 92,67 % |

|  | 5,50 % |

|  | 1,83 % |

|  | 78,90 % |

|  | 100 % |

### Resultados por departamentos
|  | 43,35 % |

|  | 61,26 % |

|  | 35,05 % |

|  | 11,89 % |

|  | 5,19 % |

|  | 2,27 % |

|  | 2,25 % |

|  | 21,15 % |

|  | 35,57 % |

|  | 12,77 % |

|  | 12,06 % |

|  | 9,75 % |

|  | 9,28 % |

|  | 7,99 % |

|  | 7,56 % |

|  | 4,70 % |

|  | 3,17 % |

|  | 2,43 % |

|  | 2,23 % |

|  | 2,08 % |

|  | 2,04 % |

|  | 1,65 % |

|  | 1,14 % |

|  | 2,09 % |

|  | 1,09 % |

|  | 96,80 % |

|  | 2,04 % |

|  | 1,16 % |

|  | 81,76 % |

|  | 100 % |

|  | 50,38 % |

|  | 54,59 % |

|  | 33,03 % |

|  | 6,25 % |

|  | 4,17 % |

|  | 2,43 % |

|  | 2,01 % |

|  | 1,60 % |

|  | 0,14 % |

|  | 24,12 % |

|  | 30,36 % |

|  | 17,03 % |

|  | 11,50 % |

|  | 9,13 % |

|  | 7,54 % |

|  | 7,11 % |

|  | 6,87 % |

|  | 4,50 % |

|  | 4,15 % |

|  | 4,13 % |

|  | 3,87 % |

|  | 0,06 % |

|  | 29,51 % |

|  | 7,30 % |

|  | 25,99 % |

|  | 24,33 % |

|  | 20,17 % |

|  | 3,86 % |

|  | 3,23 % |

|  | 0,66 % |

|  | 91,94 % |

|  | 6,27 % |

|  | 1,79 % |

|  | 78,48 % |

|  | 100 % |

|  | 63,54 % |

|  | 85,42 % |

|  | 33,06 % |

|  | 3,40 % |

|  | 28,06 % |

|  | 11,38 % |

|  | 19,03 % |

|  | 18,39 % |

|  | 16,77 % |

|  | 10,32 % |

|  | 7,42 % |

|  | 1,62 % |

|  | 1,58 % |

|  | 98,52 % |

|  | 1,05 % |

|  | 0,43 % |

|  | 87,39 % |

|  | 100 % |

|  | 29,29 % |

|  | 78,99 % |

|  | 28,87 % |

|  | 17,53 % |

|  | 12,94 % |

|  | 5,64 % |

|  | 3,57 % |

|  | 2,16 % |

|  | 24,28 % |

|  | 14,89 % |

|  | 13,82 % |

|  | 13,03 % |

|  | 11,94 % |

|  | 10,96 % |

|  | 9,87 % |

|  | 9,58 % |

|  | 6,52 % |

|  | 58,23 % |

|  | 5,81 % |

|  | 31,65 % |

|  | 2,75 % |

|  | 0,31 % |

|  | 93,61 % |

|  | 5,24 % |

|  | 1,14 % |

|  | 77,75 % |

|  | 100 % |

|  | 58,87 % |

|  | 63,52 % |

|  | 30,30 % |

|  | 7,37 % |

|  | 3,46 % |

|  | 49,99 % |

|  | 23,37 % |

|  | 18,91 % |

|  | 7,37 % |

|  | 7,19 % |

|  | 6,86 % |

|  | 4,92 % |

|  | 4,75 % |

|  | 59,74 % |

|  | 11,97 % |

|  | 40,26 % |

|  | 1,15 % |

|  | 90,06 % |

|  | 6,42 % |

|  | 3,52 % |

|  | 76,74 % |

|  | 100 % |

|  | 61,60 % |

|  | 59,07 % |

|  | 26,84 % |

|  | 6,33 % |

|  | 5,23 % |

|  | 96,49 % |

|  | 39,35 % |

|  | 3,51 % |

|  | 1,59 % |

|  | 94,58 % |

|  | 5,04 % |

|  | 0,38 % |

|  | 83,98 % |

|  | 100 % |

|  | 62,93 % |

|  | 69,18 % |

|  | 37,07 % |

|  | 53,06 % |

|  | 14,63 % |

|  | 46,94 % |

|  | 61,72 % |

|  | 14,27 % |

|  | 20,29 % |

|  | 17,99 % |

|  | 1,91 % |

|  | 93,60 % |

|  | 5,48 % |

|  | 0,92 % |

|  | 79,81 % |

|  | 100 % |

|  | 50,63 % |

|  | 90,15 % |

|  | 49,37 % |

|  | 40,26 % |

|  | 5,39 % |

|  | 34,09 % |

|  | 25,65 % |

|  | 72,16 % |

|  | 4,46 % |

|  | 27,84 % |

|  | 95,73 % |

|  | 3,26 % |

|  | 1,00 % |

|  | 84,22 % |

|  | 100 % |

|  | 48,73 % |

|  | 66,99 % |

|  | 46,66 % |

|  | 4,61 % |

|  | 50,12 % |

|  | 29,09 % |

|  | 42,74 % |

|  | 7,14 % |

|  | 2,45 % |

|  | 1,47 % |

|  | 95,27 % |

|  | 3,60 % |

|  | 1,13 % |

|  | 77,33 % |

|  | 100 % |

|  | 60,12 % |

|  | 93,29 % |

|  | 39,88 % |

|  | 88,33 % |

|  | 5,80 % |

|  | 16,67 % |

|  | 0,90 % |

|  | 97,18 % |

|  | 1,50 % |

|  | 1,32 % |

|  | 88,62 % |

|  | 100 % |

|  | 66,54 % |

|  | 83,48 % |

|  | 33,46 % |

|  | 40,53 % |

|  | 11,98 % |

|  | 32,63 % |

|  | 14,21 % |

|  | 12,63 % |

|  | 4,54 % |

|  | 97,00 % |

|  | 2,51 % |

|  | 0,49 % |

|  | 77,99 % |

|  | 100 % |

## Mendoza

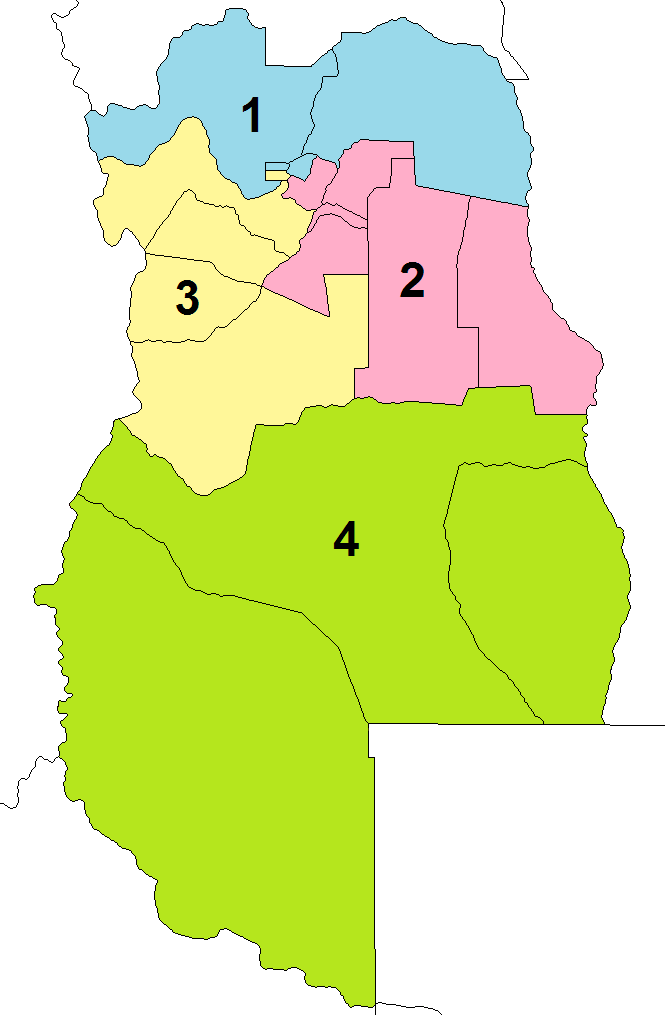
Secciones electorales de Mendoza:
1ª Sección
2ª Sección
3ª Sección
4ª Sección

| Sección Electoral | Cámara de Diputados | Cámara de Diputados | Cámara de Senadores | Cámara de Senadores |
| Sección Electoral | Diputados           | A renovar           | Senadores           | A renovar           |
| ----------------- | ------------------- | ------------------- | ------------------- | ------------------- |
| 1                 | 16                  | 8                   | 12                  | 6                   |
| 2                 | 12                  | 6                   | 10                  | 5                   |
| 3                 | 10                  | 5                   | 8                   | 4                   |
| 4                 | 10                  | 5                   | 8                   | 4                   |
| Total             | 48                  | 24                  | 38                  | 19                  |

### Cámara de Diputados
|  | 33,41 % |

|  | 21,79 % |

|  | 12,75 % |

|  | 9,13 % |

|  | 4,79 % |

|  | 3,46 % |

|  | 2,77 % |

|  | 2,16 % |

|  | 1,98 % |

|  | 1,41 % |

|  | 1,35 % |

|  | 1,21 % |

|  | 1,00 % |

|  | 0,99 % |

|  | 0,77 % |

|  | 0,68 % |

|  | 0,35 % |

|  | 88,50 % |

|  | 6,35 % |

|  | 5,15 % |

|  | 74,53 % |

|  | 100 % |

#### Resultados por sección electoral
|  | 34,23 % |

|  | 18,72 % |

|  | 11,99 % |

|  | 10,26 % |

|  | 5,20 % |

|  | 4,02 % |

|  | 2,80 % |

|  | 2,25 % |

|  | 1,86 % |

|  | 1,45 % |

|  | 1,38 % |

|  | 1,31 % |

|  | 1,22 % |

|  | 0,92 % |

|  | 0,91 % |

|  | 0,81 % |

|  | 0,62 % |

|  | 89,08 % |

|  | 5,74 % |

|  | 5,17 % |

|  | 71,99 % |

|  | 100 % |

|  | 33,90 % |

|  | 24,16 % |

|  | 12,51 % |

|  | 5,75 % |

|  | 4,92 % |

|  | 4,10 % |

|  | 2,75 % |

|  | 2,45 % |

|  | 2,31 % |

|  | 1,70 % |

|  | 1,51 % |

|  | 1,19 % |

|  | 1,01 % |

|  | 0,99 % |

|  | 0,75 % |

|  | 87,18 % |

|  | 7,69 % |

|  | 5,13 % |

|  | 77,95 % |

|  | 100 % |

|  | 33,45 % |

|  | 16,88 % |

|  | 15,99 % |

|  | 10,60 % |

|  | 4,65 % |

|  | 3,71 % |

|  | 2,61 % |

|  | 2,13 % |

|  | 1,47 % |

|  | 1,39 % |

|  | 1,33 % |

|  | 1,20 % |

|  | 1,19 % |

|  | 1,09 % |

|  | 0,97 % |

|  | 0,84 % |

|  | 0,52 % |

|  | 89,23 % |

|  | 5,80 % |

|  | 4,97 % |

|  | 75,26 % |

|  | 100 % |

|  | 34,59 % |

|  | 30,66 % |

|  | 12,37 % |

|  | 5,21 % |

|  | 3,83 % |

|  | 2,53 % |

|  | 1,89 % |

|  | 1,88 % |

|  | 1,65 % |

|  | 1,58 % |

|  | 1,20 % |

|  | 0,88 % |

|  | 0,83 % |

|  | 0,80 % |

|  | 88,02 % |

|  | 6,55 % |

|  | 5,43 % |

|  | 74,44 % |

|  | 100 % |

### Cámara de Senadores
|  | 33,44 % |

|  | 21,73 % |

|  | 12,79 % |

|  | 9,21 % |

|  | 4,77 % |

|  | 3,47 % |

|  | 2,78 % |

|  | 2,17 % |

|  | 1,93 % |

|  | 1,40 % |

|  | 1,34 % |

|  | 1,20 % |

|  | 1,00 % |

|  | 0,98 % |

|  | 0,77 % |

|  | 0,68 % |

|  | 0,35 % |

|  | 88,74 % |

|  | 6,10 % |

|  | 5,16 % |

|  | 74,53 % |

|  | 100 % |

#### Resultados por sección electoral
|  | 34,06 % |

|  | 18,95 % |

|  | 12,02 % |

|  | 10,29 % |

|  | 5,15 % |

|  | 4,17 % |

|  | 2,81 % |

|  | 2,24 % |

|  | 1,82 % |

|  | 1,43 % |

|  | 1,37 % |

|  | 1,30 % |

|  | 1,17 % |

|  | 0,91 % |

|  | 0,90 % |

|  | 0,81 % |

|  | 0,61 % |

|  | 89,34 % |

|  | 5,47 % |

|  | 5,19 % |

|  | 71,99 % |

|  | 100 % |

|  | 34,09 % |

|  | 24,05 % |

|  | 12,58 % |

|  | 5,85 % |

|  | 4,89 % |

|  | 3,94 % |

|  | 2,65 % |

|  | 2,48 % |

|  | 2,34 % |

|  | 1,69 % |

|  | 1,53 % |

|  | 1,18 % |

|  | 1,00 % |

|  | 0,98 % |

|  | 0,74 % |

|  | 87,46 % |

|  | 7,42 % |

|  | 5,12 % |

|  | 77,95 % |

|  | 100 % |

|  | 33,53 % |

|  | 16,85 % |

|  | 15,86 % |

|  | 10,78 % |

|  | 4,65 % |

|  | 3,70 % |

|  | 2,60 % |

|  | 2,13 % |

|  | 1,46 % |

|  | 1,39 % |

|  | 1,30 % |

|  | 1,19 % |

|  | 1,15 % |

|  | 1,08 % |

|  | 0,97 % |

|  | 0,83 % |

|  | 0,52 % |

|  | 89,58 % |

|  | 5,44 % |

|  | 4,98 % |

|  | 75,26 % |

|  | 100 % |

|  | 34,20 % |

|  | 30,85 % |

|  | 12,50 % |

|  | 5,22 % |

|  | 3,84 % |

|  | 2,46 % |

|  | 1,90 % |

|  | 1,87 % |

|  | 1,73 % |

|  | 1,60 % |

|  | 1,20 % |

|  | 0,93 % |

|  | 0,89 % |

|  | 0,80 % |

|  | 87,99 % |

|  | 6,58 % |

|  | 5,43 % |

|  | 74,44 % |

|  | 100 % |

### Consulta Popular
Consulta popular para aprobar cambios a la constitución provincial para prohibir la indexación salarial a los jueces. El "Sí" tuvo 683.300 votos y el "No" 68.370, quedando aprobada la enmienda.

## Misiones
|  | 44,79 % |

|  | 20,89 % |

|  | 11,18 % |

|  | 5,60 % |

|  | 3,72 % |

|  | 3,05 % |

|  | 1,73 % |

|  | 1,54 % |

|  | 1,54 % |

|  | 1,43 % |

|  | 1,17 % |

|  | 1,09 % |

|  | 0,94 % |

|  | 0,73 % |

|  | 0,61 % |

|  | 93,42 % |

|  | 4,68 % |

|  | 1,90 % |

|  | 71,89 % |

|  | 100 % |

## Neuquén
|  | 40,99 % |

|  | 22,55 % |

|  | 9,87 % |

|  | 3,77 % |

|  | 13,64 % |

|  | 8,53 % |

|  | 4,58 % |

|  | 1,79 % |

|  | 1,29 % |

|  | 3,08 % |

|  | 2,30 % |

|  | 1,56 % |

|  | 1,48 % |

|  | 1,30 % |

|  | 82,93 % |

|  | 11,70 % |

|  | 5,37 % |

|  | 76,40 % |

|  | 100 % |

## Salta
| Departamento           | Cámara de Diputados | Cámara de Diputados | Cámara de Diputados | Cámara de Senadores | Cámara de Senadores |
| Departamento           | Diputados           | A renovar           | Mandato             | Senadores           | A renovar           |
| ---------------------- | ------------------- | ------------------- | ------------------- | ------------------- | ------------------- |
| Anta                   | 3                   | 3                   | 2005-2009           | 1                   | —                   |
| Cachi                  | 1                   | 1                   | 2005-2009           | 1                   | 1                   |
| Cafayate               | 1                   | 1                   | 2005-2009           | 1                   | 1                   |
| Capital                | 19                  | 10                  | 2005-2009           | 1                   | 1                   |
| Cerrillos              | 2                   | 1                   | 2005-2007           | 1                   | —                   |
| Chicoana               | 1                   | 1                   | 2005-2009           | 1                   | 1                   |
| General Güemes         | 2                   | 1                   | 2005-2007           | 1                   | 1                   |
| General San Martín     | 6                   | 3                   | 2005-2009           | 1                   | —                   |
| Guachipas              | 1                   | —                   | —                   | 1                   | 1                   |
| Iruya                  | 1                   | 1                   | 2005-2009           | 1                   | —                   |
| La Caldera             | 1                   | —                   | —                   | 1                   | 1                   |
| La Candelaria          | 1                   | —                   | —                   | 1                   | —                   |
| La Poma                | 1                   | —                   | —                   | 1                   | 1                   |
| La Viña                | 1                   | —                   | —                   | 1                   | —                   |
| Los Andes              | 1                   | —                   | —                   | 1                   | 1                   |
| Metán                  | 3                   | 3                   | 2005-2009           | 1                   | —                   |
| Molinos                | 1                   | 1                   | 2005-2007           | 1                   | 1                   |
| Orán                   | 6                   | 3                   | 2005-2009           | 1                   | —                   |
| Rivadavia              | 2                   | 2                   | 2005-2009           | 1                   | —                   |
| Rosario de la Frontera | 2                   | 2                   | 2005-2009           | 1                   | —                   |
| Rosario de Lerma       | 2                   | 1                   | 2005-2007           | 1                   | 1                   |
| San Carlos             | 1                   | 1                   | 2005-2007           | 1                   | 1                   |
| Santa Victoria         | 1                   | —                   | —                   | 1                   | —                   |
| Total                  | 60                  | 35                  |                     | 23                  | 12                  |

### Cámara de Diputados
|  | 36,69 % |

|  | 23,41 % |

|  | 11,63 % |

|  | 10,46 % |

|  | 8,74 % |

|  | 2,23 % |

|  | 1,27 % |

|  | 1,20 % |

|  | 1,08 % |

|  | 1,01 % |

|  | 0,91 % |

|  | 0,87 % |

|  | 0,51 % |

|  | 91,33 % |

|  | 7,15 % |

|  | 1,52 % |

|  | 67,27 % |

|  | 100 % |

#### Resultados por departamento
|  | 44,97 % |

|  | 24,45 % |

|  | 21,54 % |

|  | 9,04 % |

|  | 91,70 % |

|  | 7,57 % |

|  | 0,73 % |

|  | 82,16 % |

|  | 100 % |

|  | 54,06 % |

|  | 24,13 % |

|  | 13,97 % |

|  | 6,54 % |

|  | 1,30 % |

|  | 94,02 % |

|  | 5,37 % |

|  | 0,61 % |

|  | 73,13 % |

|  | 100 % |

|  | 43,13 % |

|  | 31,66 % |

|  | 15,20 % |

|  | 6,34 % |

|  | 1,83 % |

|  | 1,83 % |

|  | 93,87 % |

|  | 5,58 % |

|  | 0,55 % |

|  | 73,64 % |

|  | 100 % |

|  | 31,94 % |

|  | 23,92 % |

|  | 18,55 % |

|  | 8,06 % |

|  | 4,54 % |

|  | 2,70 % |

|  | 2,25 % |

|  | 2,11 % |

|  | 1,71 % |

|  | 1,73 % |

|  | 1,38 % |

|  | 1,10 % |

|  | 93,12 % |

|  | 4,79 % |

|  | 2,09 % |

|  | 67,36 % |

|  | 100 % |

|  | 47,53 % |

|  | 35,34 % |

|  | 10,41 % |

|  | 5,19 % |

|  | 1,52 % |

|  | 85,71 % |

|  | 13,26 % |

|  | 1,03 % |

|  | 73,56 % |

|  | 100 % |

|  | 55,40 % |

|  | 38,74 % |

|  | 5,86 % |

|  | 93,34 % |

|  | 6,33 % |

|  | 0,33 % |

|  | 75,94 % |

|  | 100 % |

|  | 46,51 % |

|  | 27,34 % |

|  | 12,47 % |

|  | 7,67 % |

|  | 2,22 % |

|  | 2,07 % |

|  | 1,74 % |

|  | 84,37 % |

|  | 14,06 % |

|  | 1,57 % |

|  | 71,37 % |

|  | 100 % |

|  | 31,43 % |

|  | 26,74 % |

|  | 20,64 % |

|  | 7,22 % |

|  | 7,15 % |

|  | 5,24 % |

|  | 0,94 % |

|  | 0,65 % |

|  | 86,18 % |

|  | 12,37 % |

|  | 1,45 % |

|  | 60,27 % |

|  | 100 % |

|  | 48,74 % |

|  | 33,81 % |

|  | 7,57 % |

|  | 5,91 % |

|  | 3,98 % |

|  | 94,54 % |

|  | 4,73 % |

|  | 0,82 % |

|  | 65,63 % |

|  | 100 % |

|  | 39,87 % |

|  | 37,06 % |

|  | 8,01 % |

|  | 7,08 % |

|  | 5,62 % |

|  | 2,36 % |

|  | 93,15 % |

|  | 5,89 % |

|  | 0,96 % |

|  | 67,18 % |

|  | 100 % |

|  | 53,13 % |

|  | 33,66 % |

|  | 9,43 % |

|  | 3,77 % |

|  | 93,84 % |

|  | 5,79 % |

|  | 0,36 % |

|  | 69,69 % |

|  | 100 % |

|  | 45,34 % |

|  | 21,89 % |

|  | 12,01 % |

|  | 6,42 % |

|  | 6,08 % |

|  | 4,63 % |

|  | 1,95 % |

|  | 0,80 % |

|  | 0,80 % |

|  | 90,87 % |

|  | 8,10 % |

|  | 1,03 % |

|  | 64,53 % |

|  | 100 % |

|  | 50,63 % |

|  | 19,79 % |

|  | 17,09 % |

|  | 7,75 % |

|  | 4,74 % |

|  | 94,57 % |

|  | 4,83 % |

|  | 0,60 % |

|  | 54,84 % |

|  | 100 % |

|  | 44,11 % |

|  | 34,77 % |

|  | 11,85 % |

|  | 4,55 % |

|  | 1,09 % |

|  | 2,11 % |

|  | 1,52 % |

|  | 94,54 % |

|  | 4,60 % |

|  | 0,86 % |

|  | 71,26 % |

|  | 100 % |

|  | 40,08 % |

|  | 37,73 % |

|  | 8,67 % |

|  | 6,29 % |

|  | 5,23 % |

|  | 2,00 % |

|  | 88,86 % |

|  | 10,23 % |

|  | 0,90 % |

|  | 73,59 % |

|  | 100 % |

|  | 49,94 % |

|  | 31,97 % |

|  | 18,09 % |

|  | 95,17 % |

|  | 4,05 % |

|  | 0,78 % |

|  | 72,18 % |

|  | 100 % |

### Cámara de Senadores
|  | 34,69 % |

|  | 23,47 % |

|  | 14,15 % |

|  | 9,28 % |

|  | 8,09 % |

|  | 1,96 % |

|  | 1,67 % |

|  | 1,57 % |

|  | 1,57 % |

|  | 1,34 % |

|  | 1,24 % |

|  | 0,82 % |

|  | 0,15 % |

|  | 93,07 % |

|  | 5,09 % |

|  | 1,84 % |

|  | 68,70 % |

|  | 100 % |

#### Resultados por departamento
|  | 46,59 % |

|  | 32,36 % |

|  | 15,71 % |

|  | 4,08 % |

|  | 1,25 % |

|  | 95,46 % |

|  | 3,79 % |

|  | 0,75 % |

|  | 73,13 % |

|  | 100 % |

|  | 47,63 % |

|  | 34,56 % |

|  | 8,21 % |

|  | 6,08 % |

|  | 1,89 % |

|  | 1,63 % |

|  | 95,25 % |

|  | 4,17 % |

|  | 0,58 % |

|  | 73,64 % |

|  | 100 % |

|  | 32,54 % |

|  | 23,75 % |

|  | 18,32 % |

|  | 8,19 % |

|  | 4,46 % |

|  | 2,56 % |

|  | 2,21 % |

|  | 2,10 % |

|  | 1,74 % |

|  | 1,68 % |

|  | 1,36 % |

|  | 1,09 % |

|  | 93,57 % |

|  | 4,32 % |

|  | 2,11 % |

|  | 67,36 % |

|  | 100 % |

|  | 59,04 % |

|  | 39,80 % |

|  | 1,16 % |

|  | 93,16 % |

|  | 6,48 % |

|  | 0,36 % |

|  | 75,94 % |

|  | 100 % |

|  | 42,15 % |

|  | 31,77 % |

|  | 14,19 % |

|  | 6,42 % |

|  | 1,94 % |

|  | 1,92 % |

|  | 1,61 % |

|  | 88,40 % |

|  | 9,98 % |

|  | 1,62 % |

|  | 71,37 % |

|  | 100 % |

|  | 51,23 % |

|  | 44,29 % |

|  | 4,48 % |

|  | 97,70 % |

|  | 2,08 % |

|  | 0,22 % |

|  | 76,10 % |

|  | 100 % |

|  | 55,43 % |

|  | 21,59 % |

|  | 10,65 % |

|  | 9,68 % |

|  | 2,65 % |

|  | 90,75 % |

|  | 7,91 % |

|  | 1,34 % |

|  | 74,22 % |

|  | 100 % |

|  | 56,24 % |

|  | 23,68 % |

|  | 17,86 % |

|  | 2,22 % |

|  | 97,73 % |

|  | 1,96 % |

|  | 0,31 % |

|  | 80,20 % |

|  | 100 % |

|  | 55,22 % |

|  | 24,65 % |

|  | 20,13 % |

|  | 93,74 % |

|  | 5,50 % |

|  | 0,76 % |

|  | 66,89 % |

|  | 100 % |

|  | 55,58 % |

|  | 30,49 % |

|  | 9,16 % |

|  | 4,77 % |

|  | 94,49 % |

|  | 5,15 % |

|  | 0,36 % |

|  | 69,69 % |

|  | 100 % |

|  | 42,01 % |

|  | 37,42 % |

|  | 7,67 % |

|  | 5,63 % |

|  | 5,44 % |

|  | 1,83 % |

|  | 89,91 % |

|  | 8,91 % |

|  | 1,18 % |

|  | 73,59 % |

|  | 100 % |

|  | 50,39 % |

|  | 34,16 % |

|  | 15,44 % |

|  | 95,63 % |

|  | 3,36 % |

|  | 1,01 % |

|  | 72,18 % |

|  | 100 % |

### Referéndum
Referéndum mediante el cual los electores del departamento Rivadavia se expidieron sobre la entrega de las tierras de los lotes fiscales 55 y 14 a sus actuales ocupantes, tanto criollos como aborígenes.
|  | 97,47 % |

|  | 2,53 % |

|  | 56,35 % |

|  | 43,28 % |

|  | 0,37 % |

|  | 54,84 % |

|  | 100 % |

## San Luis
| Departamento       | Cámara de Diputados | Cámara de Diputados | Cámara de Senadores | Cámara de Senadores |
| Departamento       | Diputados           | A renovar           | Senadores           | A renovar           |
| ------------------ | ------------------- | ------------------- | ------------------- | ------------------- |
| Ayacucho           | 4                   | —                   | 1                   | 1                   |
| Belgrano           | 3                   | 3                   | 1                   | 1                   |
| Chacabuco          | 4                   | —                   | 1                   | —                   |
| Coronel Pringles   | 3                   | 3                   | 1                   | —                   |
| General Pedernera  | 10                  | —                   | 1                   | 1                   |
| General San Martín | 3                   | —                   | 1                   | 1                   |
| Gobernador Dupuy   | 3                   | 3                   | 1                   | —                   |
| Junín              | 3                   | 3                   | 1                   | —                   |
| La Capital         | 10                  | 10                  | 1                   | —                   |
| Total              | 43                  | 22                  | 9                   | 4                   |

### Cámara de Diputados
|  | 36,05 % |

|  | 16,48 % |

|  | 14,22 % |

|  | 8,44 % |

|  | 5,59 % |

|  | 4,41 % |

|  | 3,10 % |

|  | 1,59 % |

|  | 1,54 % |

|  | 1,47 % |

|  | 1,21 % |

|  | 1,19 % |

|  | 1,14 % |

|  | 1,13 % |

|  | 1,12 % |

|  | 0,87 % |

|  | 0,45 % |

|  | 88,47 % |

|  | 10,71 % |

|  | 0,82 % |

|  | 72,31 % |

|  | 100 % |

#### Resultados por departamento
|  | 44,01 % |

|  | 24,00 % |

|  | 19,40 % |

|  | 5,69 % |

|  | 5,25 % |

|  | 1,65 % |

|  | 92,64 % |

|  | 6,80 % |

|  | 0,56 % |

|  | 74,82 % |

|  | 100 % |

|  | 33,69 % |

|  | 24,96 % |

|  | 11,22 % |

|  | 9,18 % |

|  | 6,32 % |

|  | 5,94 % |

|  | 5,62 % |

|  | 2,34 % |

|  | 0,73 % |

|  | 85,19 % |

|  | 13,86 % |

|  | 0,95 % |

|  | 76,58 % |

|  | 100 % |

|  | 47,06 % |

|  | 17,06 % |

|  | 14,06 % |

|  | 11,12 % |

|  | 10,70 % |

|  | 81,36 % |

|  | 18,44 % |

|  | 0,20 % |

|  | 77,55 % |

|  | 100 % |

|  | 38,23 % |

|  | 20,65 % |

|  | 15,35 % |

|  | 12,57 % |

|  | 8,66 % |

|  | 4,53 % |

|  | 0,01 % |

|  | 83,52 % |

|  | 14,90 % |

|  | 1,58 % |

|  | 72,30 % |

|  | 100 % |

|  | 35,04 % |

|  | 19,84 % |

|  | 16,52 % |

|  | 7,26 % |

|  | 6,76 % |

|  | 1,99 % |

|  | 1,92 % |

|  | 1,84 % |

|  | 1,61 % |

|  | 1,55 % |

|  | 1,52 % |

|  | 1,45 % |

|  | 1,41 % |

|  | 1,30 % |

|  | 89,90 % |

|  | 9,45 % |

|  | 0,75 % |

|  | 71,58 % |

|  | 100 % |

### Cámara de Senadores
|  | 66,33 % |

|  | 8,04 % |

|  | 7,25 % |

|  | 3,06 % |

|  | 2,56 % |

|  | 2,44 % |

|  | 2,23 % |

|  | 2,12 % |

|  | 1,73 % |

|  | 1,72 % |

|  | 1,70 % |

|  | 0,84 % |

|  | 83,91 % |

|  | 14,98 % |

|  | 1,10 % |

|  | 72,46 % |

|  | 100 % |

#### Resultados por departamento
|  | 64,61 % |

|  | 17,85 % |

|  | 11,81 % |

|  | 5,25 % |

|  | 0,47 % |

|  | 84,17 % |

|  | 15,48 % |

|  | 0,35 % |

|  | 74,99 % |

|  | 100 % |

|  | 57,90 % |

|  | 30,48 % |

|  | 5,71 % |

|  | 4,61 % |

|  | 1,30 % |

|  | 83,76 % |

|  | 15,60 % |

|  | 0,64 % |

|  | 74,82 % |

|  | 100 % |

|  | 65,85 % |

|  | 10,08 % |

|  | 7,48 % |

|  | 3,85 % |

|  | 2,86 % |

|  | 2,71 % |

|  | 2,21 % |

|  | 2,20 % |

|  | 1,69 % |

|  | 1,07 % |

|  | 84,18 % |

|  | 14,52 % |

|  | 1,30 % |

|  | 71,99 % |

|  | 100 % |

|  | 88,89 % |

|  | 11,11 % |

|  | 78,32 % |

|  | 21,32 % |

|  | 0,35 % |

|  | 71,15 % |

|  | 100 % |